# František Máša
František Máša (1. června 1873 Úročnice – 30. listopadu 1910 Úročnice) byl rakouský a český rolník a politik, na počátku 20. století poslanec Českého zemského sněmu.

## Biografie
Pocházel ze statkářské rodiny. Rodiče Jan a Marie Mášovi vlastnili usedlost čp. 5 v Úročnici. V období let 1902–1904 působil coby starosta obce Bukovany, pod kterou tehdy Úročnice patřila, po jejím osamostatnění byl od roku 1904 starostou Úročnice. Zastával i funkci okresního starosty v Benešově. Společně s řídícím učitelem Lencem se podílel roku 1908 na založení hasičského sboru v rodné Úročnici.
Na počátku století se zapojil i do zemské politiky. V volbách v roce 1908 byl zvolen do Českého zemského sněmu v kurii venkovských obcí, obvod Benešov, Neveklov, Vlašim. Politicky se uvádí coby člen České agrární strany. Kvůli obstrukcím se ovšem sněm po roce 1908 fakticky nescházel.
Po jeho smrti ho roku 1911 na zemském sněmu nahradil Adolf Prokůpek.